# Зонд 6
Зонд 6 е апарат от съветската програма Зонд и безпилотен вариант на космическия кораб Союз 7К-Л1.

## Програма
Основните цели на мисията са обикаляне на Луната, кацане на Земята на предварително планирано място. Едновременно с това се провеждат и научни експерименти – изследване на космическите лъчения, метеорити и микрометеорити, фотозаснимане и биологични експерименти чрез намиращите се на борда живи образци.

## Мисия
На 10 ноември е изстрелян от космодрума Байконур с помощта на ракета-носител Протон. Изведена е на опорна околоземна орбита, а около един час по-късно сондата е ускорена до втора космическа скорост в посока към естествения ни спътник. На около 250 000 км е направена корекция на траекторията. Сондата прелита на разстояние 2420 км от повърхността на Луната. Направени са черно-бели и цветни снимки на видимата и невидимата и страна от разстояние 8000 и 2600 км.
При кацането се използва изцяло нов метод – управляемо спускане с втора космическа скорост. Извършени са две корекции на курса (на 236 000 и на 120 000 км). Самото кацане става на 16 км от мястото на старта.
Няколко часа преди навлизането в атмосферата се поврежда уплътнение на капсулата, което води до декомпресия, която убива всички биологични образци на борда. Ниското налягане в апарата поврежда почти цялата апаратура на борда, което не позволява да се задействат двигателите за меко кацане, а парашутите са изстреляни на 5300 м от земята. Така капсулата се разбива в земната повърхност. Спасени са единствено висококачествените снимки на Земята и Луната от космоса.